# Андрониха (Филисовское сельское поселение)
Андро́ниха — опустевшая деревня в Родниковском районе Ивановской области. Входит в состав Филисовского сельского поселения.

## География
Находится в центральной части Ивановской области на расстоянии приблизительно 4 км на северо-восток по прямой от районного центра города Родники.

## История
В 1872 году здесь (тогда деревня Нерехтского уезда Костромской губернии) было учтено 19 дворов, в 1907 году — 21.

## Население
Постоянное население составляло 105 человек (1872 год), 94 (1897), 115 (1907), 0 как в 2002 году, так и в 2010.